# 克莱里河
克莱里河（法語：Cléry，法語發音：[kleʁi]）是法国约讷省与卢瓦雷省的河流，是卢万河的右支流，长43.1千米，发源自埃格里塞勒-勒博卡日，于纳尔日流入卢万河。
该河的上游部分被称为“Clairis”或“Clairie”（发音为[klɛʁi]，若视作独立河流时同样译作“克莱里河”），有观点认为其为克莱里河的支流，不过Sandre未将其单独列出。